# Міхал Ян Губе

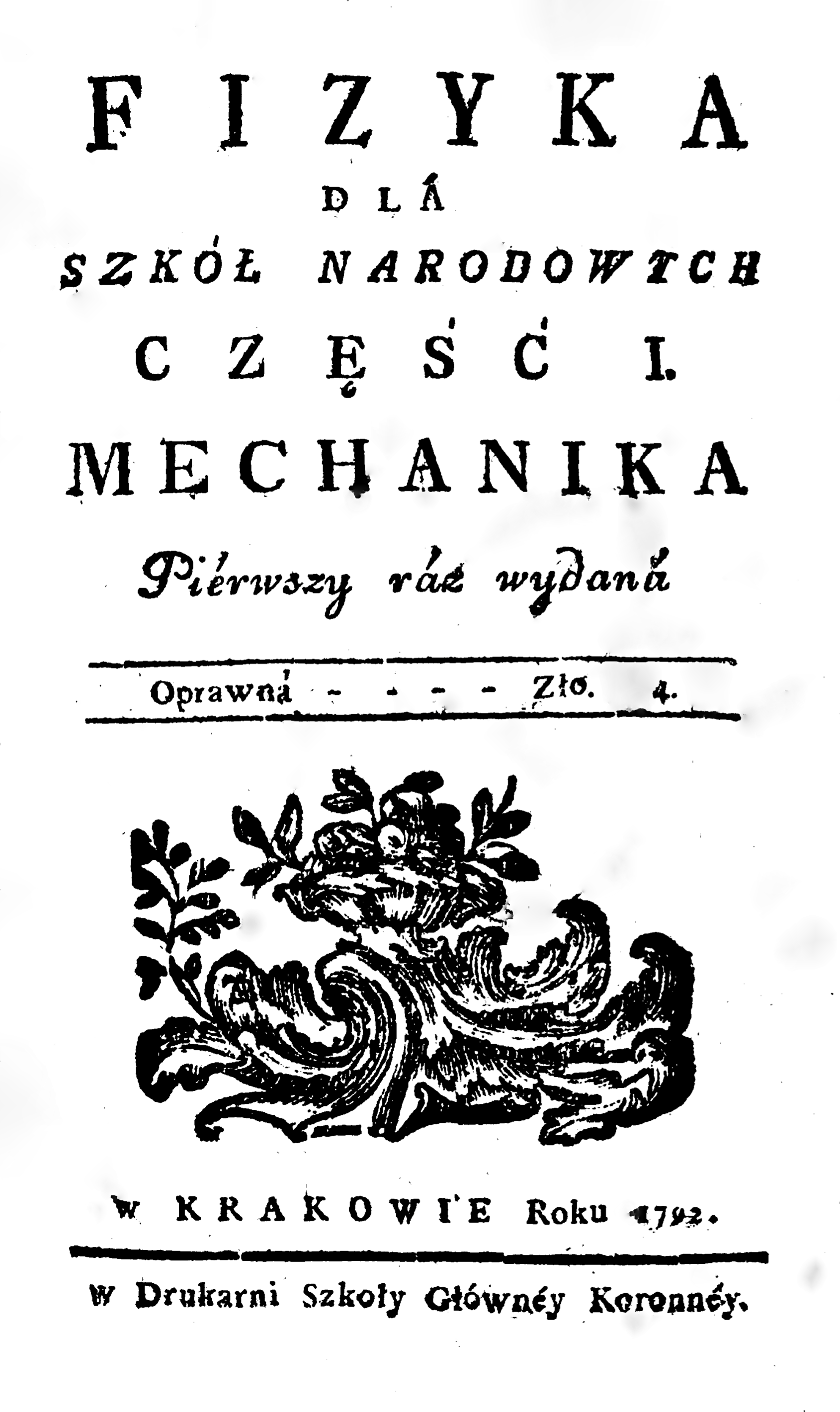
Польський переклад Введення до фізики для народніх шкіл Михайла Губе

Мі́хал Ян Гу́бе (пол. Michał Jan Hube, 1 жовтня 1737, Торунь, Річ Посполита — 16 липня 1807, Потич, Варшавське князівство) — педагог, фізик і математик. Займався метеорологією. Директор Лицарської школи (Кадетського Корпусу у Варшаві).

## Життєпис
Народився в Торуні в сім'ї Яна Єжи Губе, кальвіністського проповідника та ректора Новоміської школи в Торуні, та Барбари Зофії Семерінґ. У період з 9 квітня 1750 р. до 21 липня 1755 р. навчався в Торунській гімназії, а потім вивчав математичні науки в Лейпцизькому та Ґетінґенському університетах. Під час перебування в Геттінгені Губе декілька років служив домашнім учителем у гановерського міністра і куратора місцевого університету А. Мюнхгаузена. Приблізно у 1760 році вів наукові спостереження в горах Гарцу і у Фрідберзі. Після повернення до Речі Посполитої спочатку опікувався своїм господарством у Ґурську, водночас співпрацював із місцевою газетою «Thornische Nachrichten».
З 1781 р. — директор Лицарської школи.
Похований на євангельсько-аугсбурзькому (протестантському) цвинтарі у Варшаві.

## Праці

### Добір найважливіших творів
1. лат. De sectionibus conicis (Про кружільні перерізи), Липськ 1755; нім. Versuch einer analytischen Abhandlung von den Kegelschnitten mit einer Vorrede von A. G. Kästner (Спроба аналітичного трактату про кружільні перерізи з передмовою А. Г. Кестнера), Ґетінґен 1759
2. лат. De figura telluris (Про кшталт земної кулі), 1761, розширене видання: лат. De telluris forma liber singularis (Незвичайна книга про кшталт земної кулі), Варшава 1780
3. фр. Réflexions sur l'architecture (Роздуми про зодчество), Кеніґсберґ 1765
4. нім. Abhandlung über die Aufgabe aus der Haushaltungskunst "auf was für eine Art kann ein festerer and stärkerer Damm, als sonsten gebräuchlich gewesen ausgeführet werden u.s.w." die vor der Naturforschenden Gesellschaft in Danzig 1766 den 19 März mit dem Fürstl. Jablonowskischen Preise ist gekrönet worden (Трактат із царини землегосподарства на завдання «Яким способом можна побудувати міцнішу і тривалішу дамбу, ніж зазвичай?» перед Товариством природничих досліджень у Данциґу 19 березня 1766 р. із принцом. Присуджено премію Яблоновського), з колекції: нім. Sammlung der Aufgaben aus der polnischen Geschichte... von der Naturforschenden Gesellschaft in Danzig 1766 gekrönten Preisschriften (Збірник завдань з історії Польщі… премії Товариства природничих досліджень у Данциґу 1766 р.), частина 3, Данциґ 1767,
5. нім. Von den Cometen (Про комети), Торунь 1769
6. Підручник садівництва та землеробства, (по-німецьки), 1777, рукопис втрачено,
7. Введення до фізики для народних шкіл, (по-латинськи), 1777—1779,
8. нім. Der Landwirth oder Entwickelung der allgemeinen Grundsätze des Ackerbaues durch Naturlehre und vieljährige Beobachtung (Рільник або розвиток загальних принципів сільського господарства крізь природну теорію та багаторічні спостереження), т. 1, Варшава 1779—1780; т. 2, Варшава 1781—1782
9. нім. Über die Ausdünstung und ihre Wirkungen in der Atmosphäre in 2 Büchern (Про випаровування та його вплив на атмосферу у двох книгах), Липськ 1790
10. нім. Vollständiger und fasslicher Unterricht in der Naturlehre; in einer Reihe von Briefen an einen jungen Herrn vom Stande (Повні уроки з природознавства; у серії листів до молодого високопоставленого добродія), т. 1-3, Липськ 1790—1791
11. Історія крайових заворушень, не опубліковано, рукопис втрачено,
12. Філософський трактат про красу і довершеність, не опубліковано, рукопис втрачено.

Крім того, Губе публікував свої статті в таких журналах: «Acta Eruditorum», «Hamburger Magazin», «Hannoversche Anzeigen», «Anhang von Gelehrten Sachen» (додаток до «Thornische Wöchentliche Nachrichten und Anzeigen»).
У Головному архіві історичних записів (Архіві Варшавського товариства друзів наук) зберігається рецензія Губе на працю П'єра Шомпре: фр. Dictionnaire abrégé de la fable, pour l'intelligence des poètes, et la connaissance des tableaux et des statues, dont les sujets sont tirés de la fable (Скорочений словник казки, для кмітливості поетів і знання картин і статуй, сюжети яких взяті з казок).

### Переклади
Переклав на німецьку фр. Histoire de l’empire de Russie sous Pierre le Grand (Історія Російської імперії за Петра Великого) Вольтера.